# Das Schmuckstück
Das Schmuckstück (Originaltitel: Potiche) ist eine französische Filmkomödie von François Ozon mit Catherine Deneuve und Gérard Depardieu aus dem Jahr 2010. Als literarische Vorlage diente das Bühnenstück Potiche (1980) von Pierre Barillet und Jean-Pierre Grédy.

## Handlung
Die fiktive Kleinstadt Sainte-Gudule 1977: Suzanne Pujol ist Hausfrau und Mutter. Wenn sie nicht gerade kocht, geht sie gern joggen und schreibt Gedichte. Ihr Mann Robert leitet derweil seine Regenschirmfabrik mit eiserner Hand. Nicht nur im Beruf, sondern auch privat erweist sich Robert als egoistischer Macho, der in seiner Ehefrau nicht mehr als ein dekoratives Schmuckstück sieht. Zudem betrügt er Suzanne mit seiner Sekretärin Nadège. Tochter Joëlle, die selbst bereits zwei Kinder hat, will nicht wie ihre Mutter enden. Sie hat sich entschlossen, ihren Mann zu verlassen und einen Posten in der Fabrik zu übernehmen. Sohn Laurent will dagegen lieber künstlerisch tätig sein, statt eines Tages Leiter der Fabrik zu werden.
Als die Arbeiter der Fabrik mehr Lohn bzw. Freizeit fordern und anfangen zu streiken, sucht Suzanne den kommunistischen Bürgermeister Maurice Babin auf. Sie hatten einst eine Affäre, und nun soll er ihr dabei helfen, den Streik zu beenden. Als Babin Robert damit konfrontiert, sich auf Betriebskosten einen teuren Wagen und andere Luxusgüter geleistet zu haben, erleidet Robert einen Herzanfall. Babin überredet daraufhin Suzanne, die Leitung der Fabrik zu übernehmen und mit den Arbeitern zu verhandeln. Durch ihre diplomatische und freundliche Art gelingt es Suzanne, die Arbeiter zu beruhigen und die Produktion wieder in Gang zu bringen. Insbesondere der sonst eher passive Laurent unterstützt seine Mutter nach Leibeskräften. Inspiriert von seinem Lieblingskünstler Wassily Kandinsky entwirft er neue Muster für die Regenschirme. Mit seinen Ideen und Suzannes respektvollem, jedoch effizienten Führungsstil macht das Unternehmen mehr Gewinn denn je.
Suzanne und Babin gehen eines Abends zum Tanzen. Sie schwelgen in Erinnerungen und Babin hofft, Suzanne werde ihren Ehemann verlassen und fortan mit ihm zusammenleben. Suzanne will sich darauf jedoch nicht einlassen und gibt ihm zum Trost einen Kuss. Als Robert sich von seinem Herzanfall erholt hat, will er die Kontrolle über die Fabrik wieder übernehmen. Suzanne weigert sich jedoch, in ihr altes Rollenmuster zurückzufallen. Zusammen mit ihrer Schwester, ihren Kindern und anderen habe sie mehr Anteile an der Fabrik als Robert, lässt sie ihn wissen. Auch Sekretärin Nadège stellt sich auf Suzannes Seite, denn diese respektiert sie wie Robert es nie getan hat.
Nachdem Robert von Suzanne erfahren hat, dass Laurent nicht sein Sohn ist, glaubt er, Babin sei der leibliche Vater. Robert sucht Babin auf und will ihn mit dem unehelichen Sohn erpressen. Babin ist jedoch glücklich darüber, unverhofft Vater eines Sohnes zu sein. Er fährt mit Suzanne zu einem See, wo diese ihm reinen Wein einschenkt. Laurent stamme auch nicht von ihm, sondern höchstwahrscheinlich von einem Notar, mit dem sie einst ebenfalls eine Affäre hatte. Babin ist darüber sehr enttäuscht und lässt sie allein in der Wildnis zurück. Zunächst zu Fuß und dann per Anhalter kehrt Suzanne schließlich nach Hause zurück.
Robert konnte unterdessen Joëlle überzeugen, ihm ihre Anteile zu geben, worauf er wieder die Führung der Firma übernimmt. Gegenüber ihrer Mutter gesteht Joëlle, dass ihr der Vater für ihre Anteile versprochen habe, ihren Mann einzustellen. Sie sei wieder schwanger und wolle sich nicht länger scheiden lassen. Auch Suzanne zieht es letztlich vor, mit Robert verheiratet zu bleiben. Durch ihre neu gewonnene Selbstständigkeit fühlt sie sich jedoch ermutigt, in die Politik einzusteigen. Als Konkurrentin von Babin wird sie schließlich in die Pariser Nationalversammlung gewählt.

## Hintergrund
Das französische Wort „potiche“ bedeutet „Porzellanvase“, wird aber umgangssprachlich auch für Hausfrauen verwendet, die lediglich eine dekorative Funktion von ihren Ehemännern zugeteilt bekommen. Die literarische Vorlage, das Bühnenstück Potiche von Pierre Barillet (1923–2019) und Jean-Pierre Grédy (1920–2022), wurde 1980 uraufgeführt. In einer Theaterinszenierung von 1982 hatte bereits Danielle Darrieux die Rolle der Suzanne Pujol gespielt, die Catherine Deneuve in François Ozons Leinwandadaption übernahm. Die Dreharbeiten für die Verfilmung fanden von Oktober bis Dezember 2009 in Belgien statt, wo unter anderem die Place de la Vaillance in Anderlecht und der Lac du Ri Jaune in Cerfontaine als Schauplätze dienten.
Regisseur Ozon spielt mit der Regenschirmfabrik in seinem Film bewusst an Jacques Demys Die Regenschirme von Cherbourg (1964) an, mit dem Catherine Deneuve einst ihren Durchbruch schaffte. Der von Fabrice Luchini als tyrannischer Ehemann geäußerte Satz seinen streikenden Arbeitern gegenüber – „Wenn sie mehr Geld wollen, sollen sie auch mehr arbeiten.“ – stammt im französischen Original wortwörtlich von Frankreichs ehemaligem Staatspräsidenten Nicolas Sarkozy, womit Ozon absichtlich Parallelen zur Sarkozy-Regierung zieht.
Am 4. September 2010 erlebte Das Schmuckstück seine umjubelte Premiere bei den 67. Internationalen Filmfestspielen von Venedig, wo der Film am Wettbewerb um den Goldenen Löwen teilnahm. Auch auf dem Toronto International Film Festival wurde der Film neun Tage später gefeiert. In Frankreich kam die Komödie am 10. November 2010 in die Kinos und war zwei Wochen auf Platz 1 der Kinocharts. In Deutschland lief der Film am 24. März 2011 in den Kinos an und wurde im August 2011 auf DVD veröffentlicht.

## Kritiken
Das Lexikon des internationalen Films bezeichnete Das Schmuckstück als „lustvoll mit Überspitzungen arbeitende Emanzipationskomödie“. Sie sei „als liebenswürdige Hommage an ‚klassische‘ amerikanische und französische Film-Musicals“ gestaltet, „die über ihre nostalgischen Qualitäten aber auch durch den auf die Gegenwart abzielenden politischen Biss“ überzeugen könne. Jan Schulz-Ojala vom Tagesspiegel befand, der Film habe „alles, was eine gute Komödie braucht: Tempo, Dialogwitz, Überraschungen und jede Menge Lust an dramaturgischer Übertreibung, in der auch ungemütlichere Wahrheiten erst richtig aufblitzen“. Peter Zander von der Welt zufolge habe „[n]och nie […] ein Regisseur Madame Deneuve so physisch herausgefordert“. Ozon habe eine „ein wenig betulich-klamaukig[e] Posse“ mit „zahlreiche[n] Spitzen gegen die Regierung Sarkozy“ inszeniert. Dabei „erweisen sich vermeintliche Clownerien als Befreiungsfantasie“.
Laut Daniel Kothenschulte von der Berliner Zeitung sei der Film „ganz der großen Catherine Deneuve gewidmet“. Sie dominiere „den Film genauso unangefochten wie sie das Unternehmen leitet“. Dabei vertrete sie „einen so volkstümlichen Feminismus, als hätte sich Mary Poppins mit den Suffragetten verbündet“. Am Lido sei sie „für ihre geballte Einzigartigkeit“ vollkommen verdient gefeiert worden. Silvia Hallensleben von epd Film bemerkte „Schwächen des dennoch höchst ansehnlichen Films“ im Bezug auf die Inszenierung der Handlung, die „nach der hoffnungssetzenden Exposition mit groben Inkonsequenzen und Detailarmut in eigentlich komödienträchtigen Aspekten enttäuscht“.

## Auszeichnungen

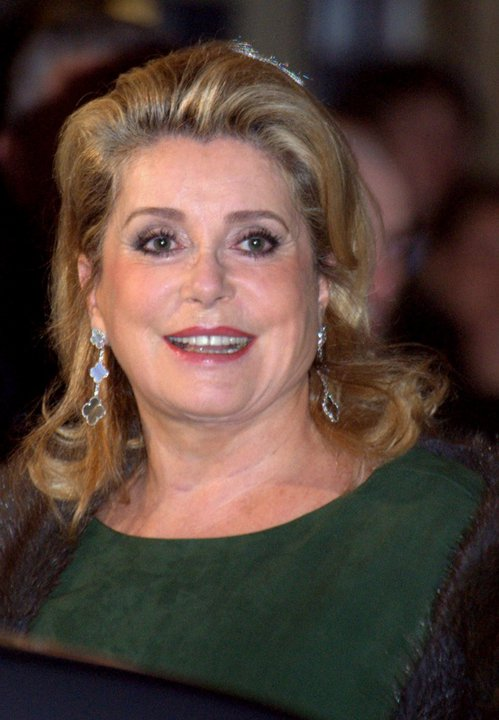
Catherine Deneuve bei der César-Verleihung 2011

Neben der Einladung zum Wettbewerb um den Goldenen Löwen bei den Filmfestspielen von Venedig folgten 2011 Nominierungen für den Publikumspreis des Europäischen Filmpreises, für den Nastro d’Argento in der Kategorie Bester europäischer Regisseur (François Ozon), für den Prix Lumières in der Kategorie Beste Darstellerin (Catherine Deneuve) und für den César in den Kategorien Beste Hauptdarstellerin (Catherine Deneuve), Beste Nebendarstellerin (Karin Viard), Bestes adaptiertes Drehbuch und Beste Kostüme.
Die Deutsche Film- und Medienbewertung verlieh dem Film das Prädikat „Besonders wertvoll“. 2012 erhielt der Film auch eine Nominierung für den BAFTA Film Award in der Kategorie Bester nicht-englischsprachiger Film, unterlag jedoch Pedro Almodóvars Film Die Haut, in der ich wohne.

## Deutsche Fassung
Die deutsche Synchronfassung entstand bei der Berliner Synchron. Das Dialogbuch schrieb Heinz Freitag, der auch die Dialogregie führte. Catherine Deneuve wurde wie bereits in Ozons Film 8 Frauen von Senta Berger synchronisiert.
| Rolle         | Darsteller          | Synchronsprecher  |
| ------------- | ------------------- | ----------------- |
| Suzanne Pujol | Catherine Deneuve   | Senta Berger      |
| Maurice Babin | Gérard Depardieu    | Manfred Lehmann   |
| Robert Pujol  | Fabrice Luchini     | Stephan Schwartz  |
| Nadège        | Karin Viard         | Katrin Zimmermann |
| Joëlle Pujol  | Judith Godrèche     | Diana Borgwardt   |
| Laurent Pujol | Jérémie Renier      | Michael Baral     |
| André Ferron  | Bruno Lochet        | Viktor Neumann    |
| Arzt          | Jean-Louis Leclercq | Werner Ziebig     |